# باغ میوه

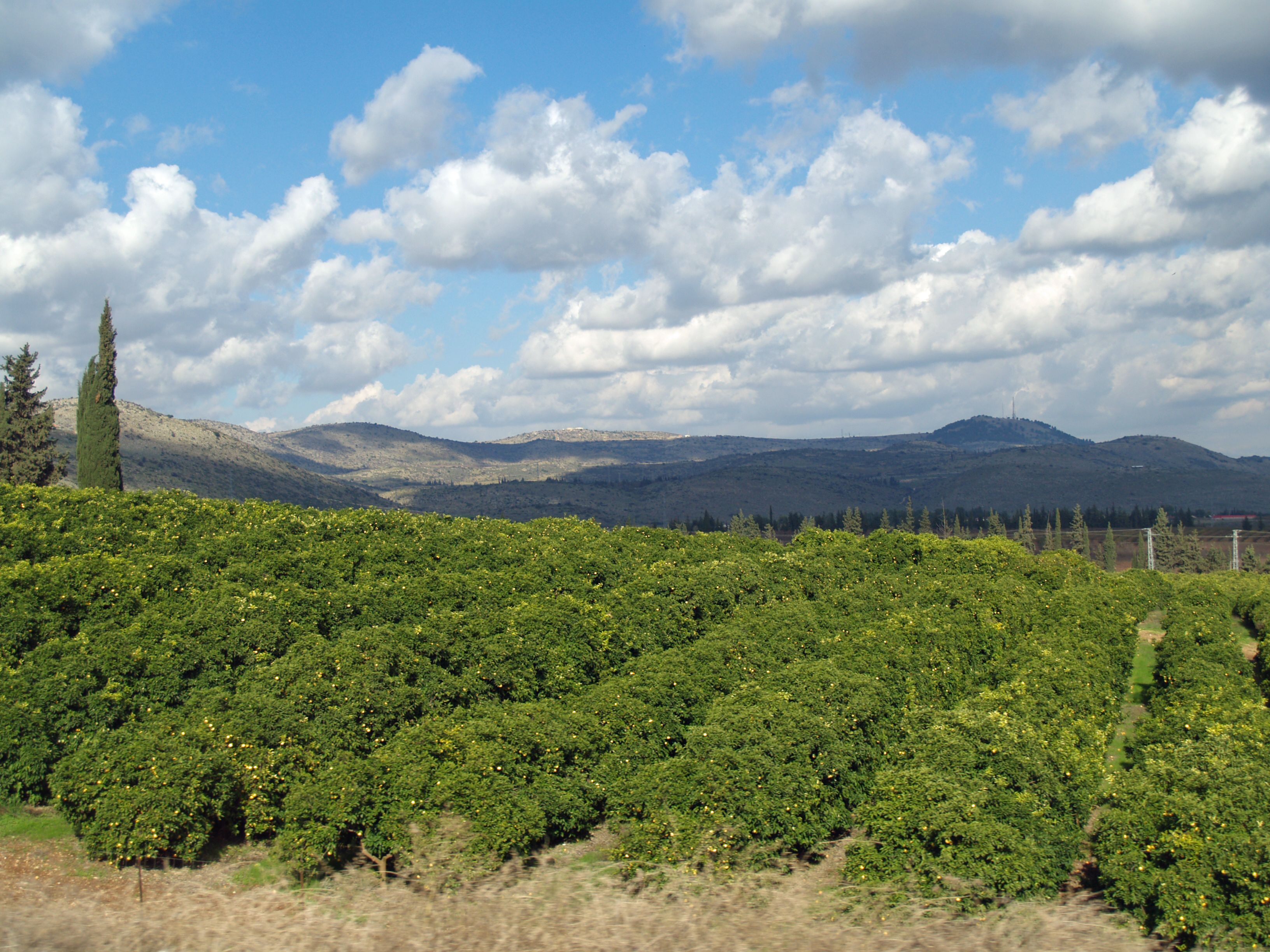
یک باغ لیمو در منطقه جلیل علیا در اسرائیل

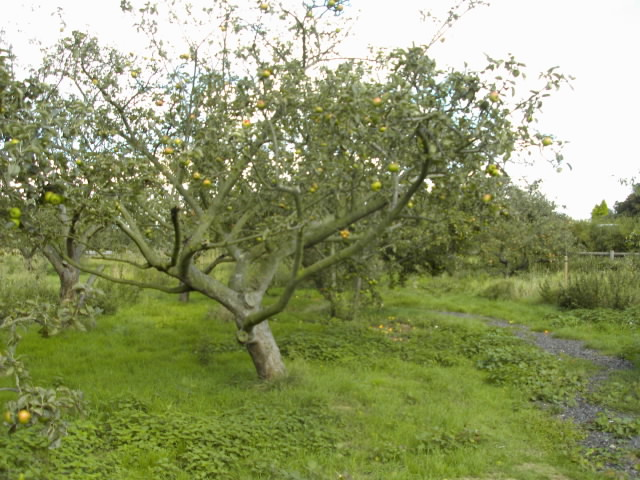

یک باغ میوه از کاشت با برنامه و هدفمند (و نه خودرو) درختان یا درختچه‌ها به وجود می‌آید و به منظور تولید مواد غذایی نگهداری می‌شود. گاهی باغستان‌ها به صورت بخشی از باغ‌های وسیع علاوه بر اهداف تولیدی به لحاظ زیبایی شناختی و زیباسازی نیز مورد استفاده قرار می‌گیرند.

## طرح‌بندی
طرح و آرایش باغ میوه، در واقع سبک و روش کاشت محصولات کشاورزی (درختان یا درختچه‌ها) در یک سیستم مناسب است.
روش‌های مختلفی برای کاشت وجود دارد و در نتیجه طرح‌های متفاوتی نیز وجود خواهند داشت. برخی از این طرح‌ها و طرح بندی‌ها عبارتند از:
1. طرح مربعی
2. طرح مستطیلی
3. طرح کوینکانکس
4. طرح مثلثی
5. طرح شش ضلعی
6. طرح کانتور (یا تراس)

برای واریته‌های مختلف از درختان و درختچه‌ها، این سیستم‌ها و طرح‌ها ممکن است تا حدی تغییر کنند.